# Bandar Abbas
Bandar Abbas o Bandar-e 'Abbas (in persiano بندر عباس‎) è la capitale della provincia di Hormozgan, sulla costa sud dell'Iran, nel Golfo Persico. Si tratta di una delle più importanti città-porto dell'Iran. È inoltre capoluogo dello shahrestān di Bandar-e-Abbas.
La città occupa una posizione strategica rispetto allo stretto di Hormuz, ed è la base principale della marina militare iraniana.

## Geografia fisica

### Territorio
Bandar Abbas si trova a un'altezza di 9 metri sul livello del mare.
Le alture più elevate sono il monte Geno a 17 km a nord e il monte Pooladi a 16 km al nordest dalla città.
Il fiume più vicino alla città è il fiume Shoor che nasce dal monte Geno e sbocca nel Golfo Persico, 10 km a est.

### Clima
Il clima è caldo-umido, la temperatura massima in estate può arrivare a 49 gradi Celsius mentre in inverno la temperatura minima scende fino a 5 gradi; le precipitazioni annuali arrivano a 251 mm e l'umidità relativa è del 66%.

## Società

### Lingue e dialetti
Gli abitanti di Bandar Abbas parlano il bandari (بندری), un dialetto del farsi.